# Österås
Österås är en tidigare småort, ursprungligen ett stationssamhälle, i Eds socken i Sollefteå kommun, vid Stambanan genom övre Norrland. SCB ändrade sin metod att ta fram småortsstatistik 2015, varvid Österås inte längre uppfyllde kraven för att vara en småort.